# Baja Garrocha

Localización de la Baja Garrocha o comarca de Olot.

La Baja Garrocha (en catalá, Baixa Garrotxa), también llamada comarca de Olot (Comarca d'Olot), es una subcomarca natural de La Garrocha, comarca catalana de la provincia de Gerona (España). Un total de 15 municipios forman parte de esta subcomarca, que tiene su ciudad más importante en Olot. La parte norte de la comarca recibe el nombre de Alta Garrocha y cuenta con seis municipios en el Prepirineo oriental. 

## Municipios
| Imagen                   | Escudo                   | Localización             | Poblaciones              | Habitantes |
| ------------------------ | ------------------------ | ------------------------ | ------------------------ | ---------- |
| Argelaguer               | Argelaguer               | Argelaguer               | Argelaguer               | 418        |
| Besalú                   | Besalú                   | Besalú                   | Besalú                   | 2.257      |
| Castellfollit de la Roca | Castellfollit de la Roca | Castellfollit de la Roca | Castellfollit de la Roca | 993        |
|                          |                          | Maià de Montcal          | Mayá de Moncal           | 379        |
| Mieres                   | Mieres                   | Mieres                   | Mieras                   | 331        |
| Olot                     |                          | Olot                     | Olot                     | 31.932     |
|                          |                          | Planes d'Hostoles, les   | Las Planas               | 1.798      |
| Preses, les              | Preses, les              | Preses, les              | Las Presas               | 1.692      |
| Riudaura                 | Riudaura                 | Riudaura                 | Riudaura                 | 417        |
|                          | Sant Aniol de Finestres  | Sant Aniol de Finestres  | Sant Aniol de Finestras  | 289        |
|                          | Sant Feliu de Pallerols  | Sant Feliu de Pallerols  | San Felíu de Pallarols   | 1.272      |
| Sant Ferriol             | Sant Ferriol             | Sant Ferriol             | San Ferreol              | 194        |
| Sant-Jaume-20110331      | Sant Jaume de Llierca    | Sant Jaume de Llierca    | San Jaime de Llierca     | 815        |
| Santa Pau                | Santa Pau                | Santa Pau                | Santa Pau                | 1.589      |
| Vall d'en Bas, la        | Vall d'en Bas, la        | Vall d'en Bas, la        | Vall de Bas              | 2.650      |